# Gerhard Amanshauser
Gerhard Amanshauser (* 2. Jänner 1928 in Salzburg; † 2. September 2006 ebenda) war ein österreichischer Schriftsteller.

## Leben und Werk
Gerhard Amanshauser studierte Elektrotechnik an der Technischen Hochschule in Graz sowie Germanistik und Anglistik in Wien, Innsbruck und Marburg an der Lahn. Seit 1955 lebte er als Schriftsteller in Salzburg.
Ab 1968, als Aus dem Leben der Quaden erschien, gehörte Gerhard Amanshauser zu den Stammautoren des Residenz Verlag. Dort veröffentlichte er bis 1979 sieben Bücher. In den Achtzigerjahren wurde es ruhig um Amanshauser, bevor ab 1996 der Verlag Bibliothek der Provinz sein Gesamtwerk in bisher 19 Bänden neu auflegte. Stand das Terrassenbuch (Erstauflage 1973) mit seinen exakten Beobachtungen und der scharfen Gesellschaftskritik für Amanshausers frühe Phase, so zählt das Mansardenbuch (1999) zu seinen späten Hauptwerken.
Mit der Autobiographie seiner Jugend, Als Barbar im Prater, kehrte er 2001 zum Residenz Verlag zurück. Der Germanist Wendelin Schmidt-Dengler bezeichnete das Buch als eine der wichtigsten Autobiographien in der Nachkriegsgeschichte des Landes. In ihr scheut sich Amanshauser nicht, selbstkritische und antipolitische Standpunkte einzunehmen. In jüngster Zeit kam es zu einer Neuentdeckung des Schriftstellers, den Daniel Kehlmann als den „bedeutendsten unter Österreichs bisher unentdeckten Autoren“ bezeichnete. Das Lesebuch Entlarvung der flüchtig skizzierten Herren (2003) mit einem Vorwort von Karl-Markus Gauß versammelt eine charakteristische Auswahl der Texte Amanshausers.
Amanshausers Werk umfasst neben Romanen, Erzählungen und Gedichten autobiographische sowie philosophische, kunstkritische und andere Essays, Rezensionen, Vorträge, Hörspiele, ein Kinderbuch und ein Drehbuch, das der Verfilmung seiner Prosa-Farce Schloss mit späten Gästen durch den ORF als Grundlage diente. Mit dem Mittel der Satire hält Amanshauser der modernen Gesellschaft einen Spiegel vor. Dabei betrachtet er die Welt oft kritisch aus der Position des Außenseiters. Zwei Themen, die er wiederholt anspricht, sind das Leben unter den Bedingungen des nationalsozialistischen Regimes und ein idealer alter Ferner Osten.
Zum unveröffentlichten künstlerischen Werk Amanshausers zählen, neben schriftstellerischen Arbeiten und Entwürfen in einem Vorlass, den das Österreichische Literaturarchiv 2006 erwarb, kleinformatige Zeichnungen und Aquarelle im Stil chinesischer Tuschmalerei, die dem parkinsonkranken Autor in seinen letzten Lebensjahren als Ausdrucksmittel dienten. Im Jahr 2006 erschien bei Sixpack Film der Kinofilm Reisen im eigenen Zimmer über Gerhard Amanshauser, Regie: Bernhard Braunstein und David Gross.

## Auszeichnungen
- 1952 Georg Trakl Anerkennungspreis für Lyrik des Landes Salzburg
- 1970 Förderungspreis für Literatur des Theodor-Körner-Stiftungsfonds zur Förderung von Wissenschaft und Kunst
- 1971 Staatsstipendium des Bundesministeriums für Unterricht und Kunst für Literatur
- 1973 Rauriser Literaturpreis
- 1975 Förderpreis für Literatur der Stadt Salzburg
- 1982 Rauriser Bürgerpreis für Literatur
- 1985 Literaturpreis der Salzburger Wirtschaft
- 1987 Alma-Johanna-Koenig-Preis für Lyrik und Kurzprosa
- 1992 Literaturstipendium der Stadt Salzburg
- 1993 Ehrendoktor der Universität Salzburg
- 1994 Österreichischer Würdigungspreis für Literatur
- 2003 Großer Kunstpreis des Landes Salzburg

## Buchveröffentlichungen (Auswahl)
Als Autor:
- Aus dem Leben der Quaden. Eine Satire (1968, Neuauflage Verlag Bibliothek der Provinz, Weitra, 1998 ISBN 3-85252-270-6)
- Der Deserteur. Erzählungen (1970)
- Satz und Gegensatz. Essays (1972, Neuaufl. Verl. Bibliothek d. Provinz, Weitra, 2006 ISBN 978-3-85252-719-2)
- Ärgernisse eines Zauberers. Satiren und Marginalien (1973)
- Schloss mit späten Gästen. Roman (1975, Neuaufl. Verl. Bibliothek d. Provinz, Weitra, 1997 ISBN 3-85252-144-0)
- Grenzen. Aufzeichnungen (1977)
- Aufzeichnungen einer Sonde. Parodien (1979, Neuaufl. Verl. Bibliothek d. Provinz, Weitra, 1996 ISBN 3-85252-133-5)
- List der Illusionen. Bemerkungen (1985, Neuaufl. Verl. Bibliothek d. Provinz, Weitra, 2001 ISBN 3-85252-271-4)
- Gedichte (1986)
- Fahrt zur Verbotenen Stadt. Satiren und Capriccios (1987)
- Der Ohne-Namen-See. Chinesische Impressionen (1988, Neuaufl. Verl. Bibliothek d. Provinz, Weitra, 2007 ISBN 978-3-85252-806-9)
- Moloch horridus. Aufzeichnungen (1989, Neuaufl. Verl. Bibliothek d. Provinz, Weitra, 2000 ISBN 3-85252-269-2)
- Lektüre. Aufzeichnungen (1991, Neuauflage 2008)
- Das Erschlagen von Stechmücken. Verstiegene Geschichten (1993)
- Tische, Stühle & Bierseidel. Vorträge (Verl. Bibliothek d. Provinz, Weitra, 1997 ISBN 3-85252-152-1)
- Artistengepäck. Erzählungen (Verl. Bibliothek d. Provinz, Weitra, 1998 ISBN 3-85252-190-4)
- Mansardenbuch (Verl. Bibliothek d. Provinz, Weitra, 1999 ISBN 3-85252-290-0)
- Terrassenbuch (Verl. Bibliothek d. Provinz, Weitra, 1999 ISBN 3-85252-291-9)
- Der Sprung ins Dritte Jahrtausend (gemeinsam mit Martin Amanshauser, Verl. Bibliothek d. Provinz, Weitra, 2000 ISBN 3-85252-334-6)
- Als Barbar im Prater. Autobiographie einer Jugend (2001)
- Fransenbuch. Prosastücke (Verl. Bibliothek d. Provinz, Weitra, 2002 ISBN 3-85252-519-5)
- Ohrenwurst aus Österreich. Satiren (Verl. Bibliothek d. Provinz, Weitra, 2002 ISBN 3-85252-428-8)
- Der rote Mann wird eingeschneit. Bilderbuch (Verl. Bibliothek d. Provinz, Weitra, 2002 ISBN 3-85252-433-4)
- Entlarvung der flüchtig skizzierten Herren. Lesebuch (2003)
- Die taoistische Powidlstimmung der Österreicher. Briefwechsel 1953-1986 mit Hermann Hakel (Verl. Bibliothek d. Provinz, Weitra, 2005 ISBN 3-85252-636-1)
- Sondierungen und Resonanzen. Lektürenotizen (Verl. Bibliothek d. Provinz, Weitra, 2007 ISBN 978-3-85252-812-0)
- Der anachronistische Liebhaber. Frühe Prosa (Verl. Bibliothek d. Provinz, Weitra, 2008 ISBN 978-3-85252-801-4)
- Fett für den anonymen Kulturbetrieb. Essays (Verl. Bibliothek d. Provinz, Weitra, 2008 ISBN 978-3-85252-879-3)
- Es wäre schön, kein Schriftsteller zu sein. Tagebücher (2012)
- Die Freude am Nichtstun. Kurzprosa, Aphorismen, Autobiographisches (Klever Verlag 2018 ISBN 978-3-903110-28-1)

Als Herausgeber, Beiträge u. a.:
- Das hohe Lied in deutschen Liebesliedern. Auswahl und Nachwort von Gerhard Amanshauser. Mit 15 Zeichnungen von Anton Lehmden (1959)
- Das alte Salzburg. Ausgewählte Ansichten der Stadt von 1493 - 1850 (1976, ISBN 3-85349-045-X, zuerst 1963, Einleitung von Gerhard Amanshauser)
- Rudolf Hradil: Aquarelle. Zeichnungen. Druckgraphik. Mit einem Essay von Gerhard Amanshauser (1975)
- Gert Kerschbaumer: Faszination Drittes Reich. Kunst und Alltag der Kulturmetropole Salzburg. Mit einem Vorwort von Gerhard Amanshauser (1988, ISBN 3-7013-0732-6)
- Hermann Hakel: Der unheilbare Wahn. Denkprozesse. Herausg. von Gerhard Amanshauser (1993)
- Rudolf Hradil: Das Abenteuer des Strichs. Radierungen. Mit einem Prosatext von Gert Jonke „Schwarzdruck“ für Hradil, Zitaten aus Essays von Gerhard Amanshauser und Paul Valéry, biographischen Notizen von Rudolf Hradil, Fotos von Monika Lirk und Eric Pratter (2005, ISBN 3-85349-282-7)